# Jacques Faucherre
Jacques Edmond Faucherre (Montpellier, 18 giugno 1920 – Générargues, 16 agosto 1980) è stato un cestista francese.

## Carriera
Con la Francia ha disputato i Campionati europei del 1947.